# NGC 5883
NGC 5883 (другие обозначения — MCG -2-39-14, NPM1G -14.0562, PGC 54439) — линзообразная галактика (S0) в созвездии Весы.
Этот объект входит в число перечисленных в оригинальной редакции «Нового общего каталога».